# Ель-Джауф (мухафаза)
Ель-Джауф (араб. الجوف) - одна з 21 мухафази Ємену.

## Географія
Розташована в північно-західній частині країни. Межує з мухафазами: Хадрамаут на сході, Маріб на півдні, Сана на південному заході, Амран на заході, Саада на північному заході, а також з Саудівською Аравією на півночі.
Площа становить 30 620 км ². Адміністративний центр - місто Ель-Хазм.

## Населення
За даними на 2013 рік чисельність населення становить 544 982 особи.
Динаміка чисельності населення мухафази по роках:
| 1988   | 1994    | 2004    | 2013    |
| ------ | ------- | ------- | ------- |
| 42 800 | 347 639 | 451 426 | 544 982 |